# 경계성 종양
경계성 종양은 조직학적으로 암에 해당되지 않는 상대이다. 양성과 악성의 경계에 있는 종양, 또는 악성인지 양성인지 정확한 구분이 불가능한 종양을 의미한다. 한국표준질병사인분류상 D37 ~ D48 "행동양식불명 미상의 신생물" 로 분류되어있다.
즉, 발견된 종양이 암이 되기 이전의 종양이거나 혹은 종양의 성격이 악성종양인지, 양성종양인지 구별하기 어려운 종양을 말한다.